# Rombat

Rombat Bistrița este un producător român de baterii.
Firma produce cinci mărci de baterii, destinate automobilelor, autocamioanelor și locomotivelor.
Rombat SA facea parte din Rombat Group, care pe lângă compania mamă, producătoare de baterii auto, cuprindea si Rombat Automobile Bistrița (dealer zonal Volkswagen, în care Rombat deține 76%).Compania a fost vândută in 2012 catre un concern sud-african Metair.
Compania este lider pe piața românească de baterii auto încă din 1997, având o cotă de piață de peste 55%, fără livrările la Dacia.
A fost privatizată în 1996, întregul capital social aparținând angajaților și conducerii.
În  (august 2008) numărul total al angajaților era de peste 600, iar compania a dezvoltat o rețea de service, care cuprinde circa 100 de reprezentanțe în toată țara.
Are o capacitate de producție de peste 2.300.000 baterii pe an.
Portofoliul de produse include până la 10 tipuri de baterii: Tornada, Pilot, Cyclon, Calciu, Magma, Terra, Premier și Terra Professional, Tundra.
Din februarie 2020 este preconizată începerea producerii de acumulatori litiu ion la punctul de lucru din București.
Număr de angajați:
- 2010: 680[5]
- 2009: 680[6]
- 2008: 600[7]

Cifra de afaceri
- 2010: 280 milioane de lei (67 milioane euro)[8]
- 2009: 215 milioane lei (70,5 milioane dolari)[4][5]
- 2006: 30,9 milioane de euro[3]

## Istoric
2012: Rombat este cumparata de Metair (http://www.metair.co.za/rombat.asp Arhivat în 18 martie 2017, la Wayback Machine.)
2009: Rombat pregătește proiectul "energie verde" investind în micro-hidrocentrale.
2008: Nominalizare Rombat ca furnizor calificat pentru PSA Peugeot Slovacia.
2008: Se deschide primul Centru Rombat din țară. La scurt timp se inaugurează alte 4 astfel de centre. În prezent, compania Rombat poate oferi clienților din orașele Iași, Craiova, Râmnicu Vâlcea, Deva și Brașov un răspuns rapid la cererile de baterii din zonele respective.
2008: Rombat împreună cu Robert Turcescu și Rodica Culcer inițiază campania de CSR "Atinge Polul Pozitiv în Comunicare", o campanie care oferă presei locale un ajutor în pregătirea profesională. Campania căștigă premiul de cea mai responsabilă campanie a anului 2008, în cadrul galei PR Award.
2008: Se deschide Capacitatea II Rombat care primește validarea din partea companiei Renault și care determină creșterea cu 50 % a capacității de producție a companiei.
2007: Nominalizare Rombat ca furnizor regional în panelul Renault.
2007: Compania Rombat inițiază campania "Cu bateriile încărcate pentru parcuri mai curate" în orașele Bistrița, Arad, Craiova și Constanța, o campanie de responsabilitate a tinerilor în ceea ce privește importanța unui mediu mai curat.
2007: Rombat lanseaza bateriile Premier și Terra Professional.
2006: Rombat participă la Paris la întâlnirea cu furnizorii din toata lumea ai Grupului Renault Nissan. Compania își confirmă încă o dată poziția în cadrul Grupului Renault Nissan.
2006: Potrivit revistei e_Finance, care se referă la un studiu realizat de Centrul Roman de Modelare Economica - CERME, Rombat se numără printre cele 81 de companii românești performare care prezintă cel mai scăzut grad de risc (A+), pe o perioadă de trei ani consecutivi, dintre cele circa 900 de companii foarte mari din Romania (cu peste 500 de salariați).
2006: Ia ființă SC Rombat Automobile SRL al carei obiect de activitate este comercializarea de autovehicule marca Volkswagen.
2005: Rombat implinește 25 de ani de activitate.
2005: Rombat obține pentru punctul său de lucru Rebat Copșa Mică, autorizația integrată de mediu, de la Agenția Regionala de Protecție a Mediului Sibiu. Rombat este printre primele firme din România care a obținut această autorizație. Prombat Copșa Mică este o fabrică de recuperat plumb din baterii auto uzate, cu 71% acțiuni deținute de Rombat.
2004: Compania Rombat livrează primele baterii în Rusia.
2003: Autoritatea Feroviară Română - AFER a acordat companiei Rombat SA, Autorizația de Furnizor Feroviar pentru produsele fabricate de aceasta.
2003: Automobile Dacia Pitești lansează noul model Dacia Solenza, autoturismele fiind echipate cu baterii Rombat.
2002: În perioada 1-5 iulie ROMBAT a fost auditată de firma DQS Germania pentru recertificarea sistemului de management al calității conform cerințelor ISO 9001 și pentru certificare conform cerințelor ISO/TS 16949, audit care a avut ca finalitate obținerea certificării.
2002: Echipa de auditori Dacia-Renault, evaluatori ai furnizorilor, a făcut o evaluare după referențialul EAQF (evaluare aptitudine calitate furnizor). SC Rombat a fost certificat ca furnizor de tip A cu 90 de puncte din 100 posibile.
2001: Rombat pune în funcțiune o linie continuă pentru confecționarea plăcilor expandate.
2000: Rombat obține certificatul de Management de Mediu efectuat de firma DQS Germania.
1999: Compania Rombat împreună cu Gabriela Szabo inițiază campania "Rezistența campionilor".
1998: Se realizează modernizarea atelierului de formare și a liniei de finalizare.
1997: Rombat modernizează și mărește atelierul de ansamblare.
1996: Rombat devine societate pe acțiuni, total privatizată.
1996: Rombat devine unic furnizor pentru Dacia Pitești, producător de automobile.
1995: Compania bistrițeană, producătoare de baterii auto, modernizează atelierul de montaj baterii.
1993: Rombat modernizează capacitatea de păstare.
1991: SC Rombat - Bistrița societate pe acțiuni, proprietate de stat.
1990: Întreprinderea de Acumulatoare Bistrița, întreprindere proprietate de stat.
1980: Acumulatorul Bistrița, secție în cadrul CICM, o companie de stat.

## Grupul Rombat
Rebat Copșa Mică - punct de lucru SC Rombat SA
Obiectul principal de activitate al Rebat este recuperarea plumbului din acumulatorii uzați. Este situat în zona industrială a orașului Copșa Mică fiind prima pată de culoare pe o suprafață acoperită de negru de fum. Se întinde pe o suprafață de 1,9 ha din care circa 0.5 ha reprezintă hala de producție și anexele. Primele teste tehnologice au început în toamna anului 2005. De la început și până în prezent au crescut constant nivelul producției și randamentele de extracție a plumbului și au scăzut consumurile specifice.
S-au făcut modernizări ale fluxului de fabricație și s-a format o nouă echipă managerială. Acestea au condus la obținerea de performanțe industriale mai bune. Calitatea plumbului obținut este similară cu cea oferită de marii producători europeni.
SC Rombat are pregatit un proiect de modernizare și mărire a capacității până la 20.000 t/an.
SC Rombat SA colectează bateriile uzate în scopul valorificării lor la punctul de lucru Rebat Copșa Mică conform HG 1132/2008 privind regimul bateriilor și acumulatorilor și al deșeurilor de baterii și acumulatori, contribuind la protecția mediului înconjurator și reducerea consumului de resurse naturale prin returnarea bateriilor uzate.
Rombat Automobile - distribuitor autorizat marca Volkswagen în Bistrița
 
Activitatea a început în anul 2005 iar la finalul lui 2006 a fost finalizat proiectul unui complex amplu dezvoltat la cele mai înalte standarde, după cel mai recent model arhitectural, a cărei investiție se ridică la suma de 2 milioane de Euro pe o suprafață de 10.000 mp, din care suprafața acoperită este de 2800 mp.
Centrul Comercial Rombat
În anul 2000 Grupul Rombat a luat decizia de a investi și în direcția industriei de construcții deschizând primul punct de vânzare situat în Bistrița, iar 6 ani mai târziu,Grupul Rombat mai face un pas în această direcție și deschide al doilea punct de vânzare tot în orașul bistrițean a unei game variate de materiale de construcții și amenajări interioare, gama de produse se adresându-se atât firmelor de construcții dar și persoanelor fizice.

## Centrele Rombat
Centrele Rombat au o suprafață totală intre 1500 - 5100 mp (suprafața construită intre aprox. 400 - 700 mp) și cuprind un show-room modern, un depozit cu o capacitate de 8000 de baterii si un service auto, pentru vanzarea en gros de baterii auto cât și serviciul de schimbare și verificare a bateriei auto.